# Gastrolobium rigidum
Gastrolobium rigidum är en ärtväxtart som först beskrevs av Charles Austin Gardner, och fick sitt nu gällande namn av Michael Douglas Crisp. Gastrolobium rigidum ingår i släktet Gastrolobium och familjen ärtväxter. Inga underarter finns listade i Catalogue of Life.